# Stadion Lumpini
Stadion Lumpini – hala sportowo-widowiskowa w Bangkoku, w której odbywają się walki pięściarskie oraz w boksie tajskim.

## Informacje
Prace budowlane rozpoczęły się z inicjatywy Królewskich Wojsk Lądowych Tajlandii, które finansowały budowę obiektu. Hala została oficjalnie otwarta 8 grudnia 1956 i mogła pomieścić ok. 6000 osób. Do 8 lutego 2014 mieściła się przy Rama IV Road. Budowa nowego budynku rozpoczęła się w 2012, otwarcie zaś nastąpiło 11 lutego 2014. Nowa hala została umiejscowiona bliżej centrum miasta, ok. 25 km od poprzedniego miejsca, przy Ram Intra Road. Posiada 8000 stałych siedzących miejsc z możliwością zwiększenia do 10 000.

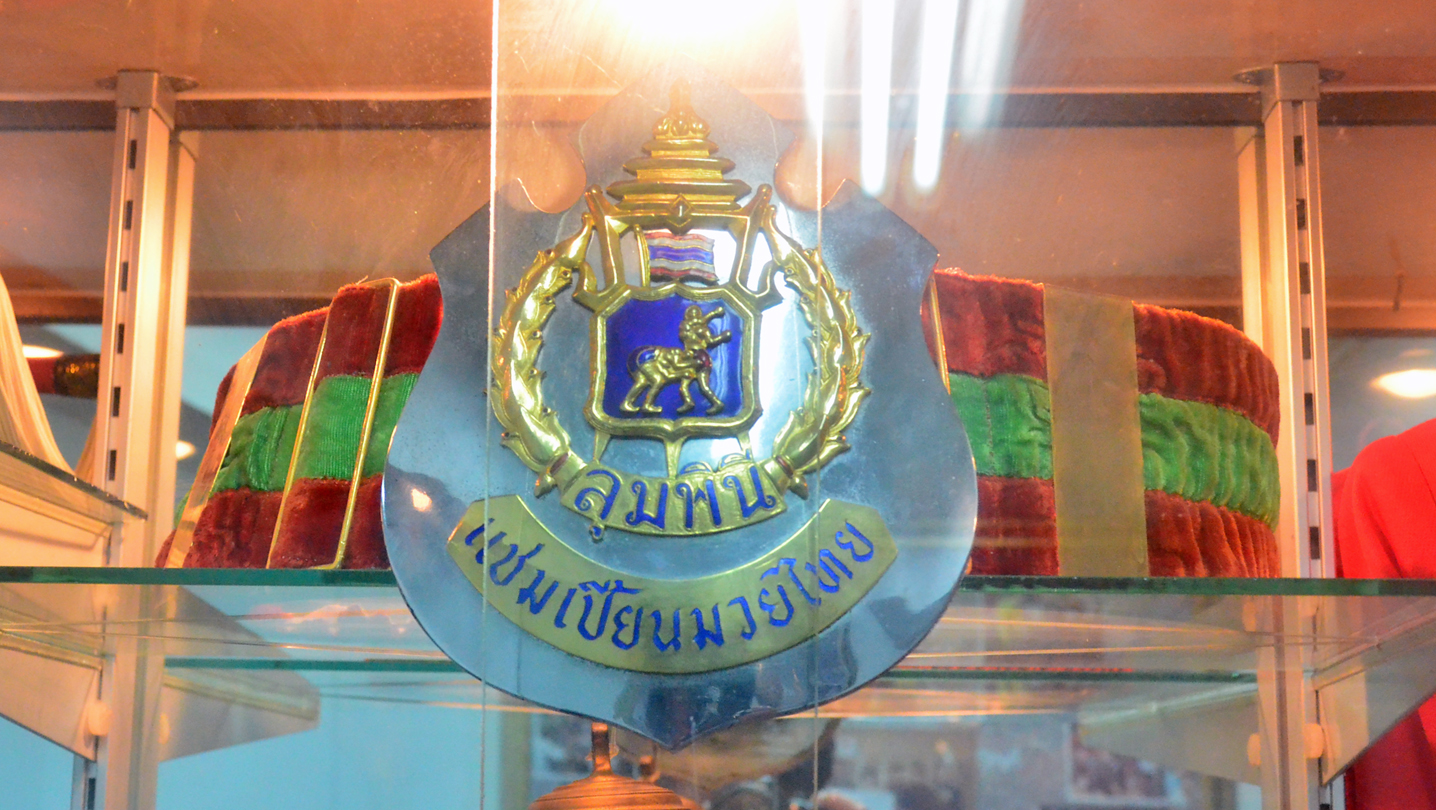
Pas mistrza Stadionu Lumpini

Walki odbywają się w dwunastu kategoriach wagowych. Najbardziej prestiżowym tytułem do zdobycia jest Mistrzostwo Stadionu Lumpini w danej kategorii wagowej, jednak podczas zawodów zawodnicy mogą rywalizować o mistrzostwa różnych organizacji czy związków sportowych np. World Muaythai Council.
Pojedynki na stadionach Lumpini oraz Rajadamnern są uważane za najbardziej prestiżowe na świecie w boksie tajskim.